# Три крајпуташа у Горњем Милановцу
Три крајпуташа у Горњем Милановцу налазе се на уласку у град из правца Београда, у близини спомен-обележја „тенк” и фабрике посуђа Металац.

## Историјат
Место где су крајпуташи подигнути у прошлости је припадало атару села Неваде. Експанзијом Горњег Милановца, споменици су се нашли у широј градској зони. Због трасирања и проширивања Ибарске магистрале 60-их година 20. века, крајпуташи су измештени са првобитне локације и постављени на имање Милана Радовића из Грабовице.

## Опис споменика
Низ се састоји од три крајпуташа. Постављени у линији лицем према истоку, представљају јединствену споменичку целину. Сва три припадају типу „капаша”, али је само средњи очуван у првобитном стању. Покривка првог споменика оборена је на земљу. Својом горњом страном ослоњена је на средњи споменик, из чега се добро може сагледати конструкција уклапања споменика и техника клесања.

## Ликовни садржај
Сва три споменика с предње стране имају ликове војника приказане у ставу мирно. На полеђини су уклесани стилизовани крстови и епитафи, а на бочним странама војничка знамења. Према врсти камена, димензијама и стилским особеностима, евидентно је да су прва два крајпуташа рад истог каменоресца.
На бочним странама и полеђини уклесани су текстови у вертикалним, неправилним низовима.